# Estúpido Cupido (álbum)
Estúpido Cupido é o álbum de estreia da cantora brasileira Celly Campello, lançado em 1959. Vendeu 120 mil cópias, tendo sido durante anos o mais vendido álbum brasileiro de rock.
Além de ter sido o primeiro álbum da cantora, também é considerado por alguns como o primeiro LP de rock brasileiro. A faixa-título foi o maior sucesso de 1960. Na verdade é uma versão feita por Fred Jorge para "Stupid Cupid", composta por Neil Sedaka e Howard Greenfield, lançada por Connie Francis em 1958.
O disco contou com o conjunto de Mário Gennari Filho no acompanhamento, além do coro dos Titulares do Ritmo, não creditado.
Dezessete anos após o seu lançamento, a faixa-título voltaria a fazer sucesso ao se tornar o tema de abertura da telenovela Estúpido Cupido, exibida pela Rede Globo em 1976, fazendo a cantora sair do ostracismo e retornar às paradas musicais radiofônicas.

## Faixas
Lado A
1. Estúpido Cupido (Stupid Cupid) (Neil Sedaka - Howard Greenfield - versão: Fred Jorge)
2. The Secret (Joe Lubin - I. J. Roth)
3. Muito Jovem (Just Young) (Lya S. Roberts - versão: Fred Jorge)
4. Túnel do Amor (Tunnel of Love) (Patty Fischer - Bob Roberts - versão: Fred Jorge)
5. Handsome Boy (Mário Gennari Filho - Celeste Novaes)
6. Who's Sorry Now (Ted Snyder - Bert Kalmar - Harry Ruby)

Lado B
1. Broto Já Sabe Chorar (Heartaches at Sweet Sixteen) (Reld - Kosloff - Springer - versão: Fred Jorge)
2. Fale-me com Carinho (Dis-moi Quelque Chose de Gentil) (Paul Misrak - Andre Hornez - versão: Espírito Santo)
3. Querido Cupido (Fred Jorge - Archimedes Messina)
4. Tammy (Jay Livingston - Ray Evans)
5. Melodie d'Amour (Henry Salvador - Marc Lanjean)
6. Lacinhos Cor-de-Rosa (Pink Shoe Laces) (Mickie Grant - versão: Fred Jorge)